# Церковь Варазгом
Варазгом (арм.  Վարազգոմ ) — армянская церковь IX—XI веков — эпохи Армянского Анийского царства. Находится в селе Мирик Лачинского района Азербайджана.
Расположена на территории, которую с 1992 по 2020 год контролировала непризнанная Нагорно-Карабахская Республика (НКР).

## Архитектура
Церковь Варазгом принадлежит к серии небольших крестово-купольных церквей. В отличие от остальных эта церковь двухапсидная, где одна апсида расположена с юга, а вторая, традиционно с востока. Церковь построена из обработанного и гладко тёсанного камня на известковом растворе. Снаружи заметны следы ремонта, относящиеся к XVI—XVII векам. Культура строительства и специфика конструкций схожи с архитектурой Сюника X—XI веков. Барабан церкви снаружи и внутри имеет цилиндрическую форму. Переход от подпружных пилястров к конхам осуществляется посредством пары тромпов с восточной стороны, а с западной — с помощью парусов.